# فيصل بن عبد الرحمن بن معمر
فيصل بن عبد الرحمن بن معمر؛ هوالأمين العام السابق لمركز الملك عبد الله بن عبد العزيز العالمي للحوار بين أتباع الأديان والثقافات والذي يقع مقره في فيينا. على مدار عقود، أشرف على العديد من المبادرات المحلية والعالمية التي تهدف إلى تعزيز الحوار والتسامح والتفاهم بين أتباع الأديان والثقافات على المستويات المحليّة والدوليّة، كما أشرف على مبادرات بناء المعرفة. حيث أشرف بن معمر على تأسيس مركز الملك عبد العزيز للحوار الوطني، (KACND). ومقره العاصمة السعودية الرياض. وتولى منصب نائب رئيس مجلس أمناء والأمين العام (المؤسس) السابق.. كما أنه يشغل منصب المشرف العام على مكتبة الملك عبد العزيز العامة ومقرها الرياض، وتم تعيينه في عام 2024م عضوًا في مجلس أمناء مجمع الملك عبد العزيز للمكتبات الوقفية.

## التعليم
تلقى فيصل بن معمر تعليمه المبكر في مدينة سدوس بالمملكة العربية السعودية، وبعد حصوله على درجة البكالوريوس في علم الاجتماع من جامعة الرياض المعروفة الآن بجامعة الملك سعود، التحق بالبرنامج السعودي الدولي للمنح الدراسية وكان برعاية الحرس الوطني السعودي للالتحاق بكلية الدراسات العليا في الولايات المتحدة، وحصل على درجة الماجستير في الإدارة من جامعة ويبستر في سانت لويس عام 1985م.

## مسيرة مهنية
- ارتبط اسم بن معمر، منذ منتصف الثمانينات، بمجالات الحوار والثقافة والتعليم في المملكة العربية السعودية.[6][7][8][9]
- اختير عضوًا في مجالس إدارة عدد من المنظمات التي تتمثل مهمتها في تعزيز التعليم وإدارة الاختلافات والتفاهم بين المجموعات. يشارك حاليًا في مجالس إدارات كل من: مؤسسة الملك عبد العزيز للدراسات الإسلامية والعلوم الإنسانية (المغرب)؛ مكتبة الملك فهد الوطنية؛ دارة الملك عبد العزيز؛ منتدى تعزيز السلم في المجتمعات الإسلامية (الإمارات العربية المتحدة)؛ منظمة الكشَّافة العالمية (سويسرا)؛ واللجنة الوطنية لمتابعة مبادرة خادم الحرمين الشريفين للحواربين أتباع الأديان والثقافات؛ ومعهد اليونسكو للتعلم مدى الحياة.[2][4][10][11][12][13]؛ وهيئة المكتبات السعودية..
- انتُخب رئيسًا فخريًا لمنظمة أديان من أجل السلام، ورئيسًا بالمشاركة للمجلس الاستشاري لفرق العمل المشتركة بين الوكالات المعنية بالدين والتنمية المستدامة في الأمم المتحدة (IATF- Religion).
- يعمل فيصل مشرفًا عامًا على مكتبة الملك عبد العزيز العامة (KAPL) التي تأسست عام 1987م، وتغطي بشكل أساسي التراث العربي الإسلامي. وفي عام 2006م كان بن معمر وراء مبادرة إنشاء فهرس الاتحاد العربي للمكتبة (AUC)، [14] بالإضافة إلى افتتاح فرع ثالث لمكتبة الملك عبد العزيز في جامعة بكين في العاصمة الصينية في عام 2017م.[15]
- تقوم المكتبات الثلاث بتطوير مجموعات وتنويع مصادر المعرفة، وتوفير برامج القراء والباحثين، بالإضافة إلى استضافة ورش العمل والمحاضرات والندوات المحلية والدولية.[15]
- من 1996 إلى 2003م كان بن معمر نائب رئيس اللجنة التنفيذية لمهرجان التراث الوطني والثقافة (مهرجان الجنادرية).

### الأدوار في الحكومة السعودية
- عمل بن معمر عام 1985م، مديرًا عامًا لإدارة التدريب في الحرس الوطني السعودي، وهو دور تركه للعمل في مشروع KAPL برعاية سمو ولي العهد الأمير عبد الله بن عبد العزيز آل سعود. وفي عام 1996 عاد للعمل في رئاسة الحرس الوطني السعودي(أصبحت وزارة لاحقًا) بعد تكليفه وكيلاً للشؤون الثقافية والتعليمية بالحرس الوطني.[16]
- في عام 2003 أصبح مستشارًا في ديوان ولي العهد الأمير عبد الله بن عبد العزيز آل سعود.[16]
- شغل منصب نائب وزير التعليم في المملكة العربية السعودية من 2009-2011.[17][18][19] وعمل مستشارًا سابقًا لخادم الحرمين الشريفين .[20][21][22]

- أطلق مبادرة وطنية/ عالمية أخرى في المملكة العربية السعودية (مشروع سلام للتواصل الحضاري)، الذي يركز على تعزيز مهارات التواصل بين أتباع الثقافات لدى الشباب في المملكة العربية السعودية، وكذلك تمكينهم ومنحهم الفرصة محليًا ودوليًا. هؤلاء القادة الشباب تم اختيارهم خصيصًا لتولي أدوار قيادية مستقبلية مهمة في المملكة.